# Dendrobium lucens
Dendrobium lucens är en orkidéart som beskrevs av Heinrich Gustav Reichenbach. Dendrobium lucens ingår i släktet Dendrobium, och familjen orkidéer. Inga underarter finns listade i Catalogue of Life.

## Bildgalleri

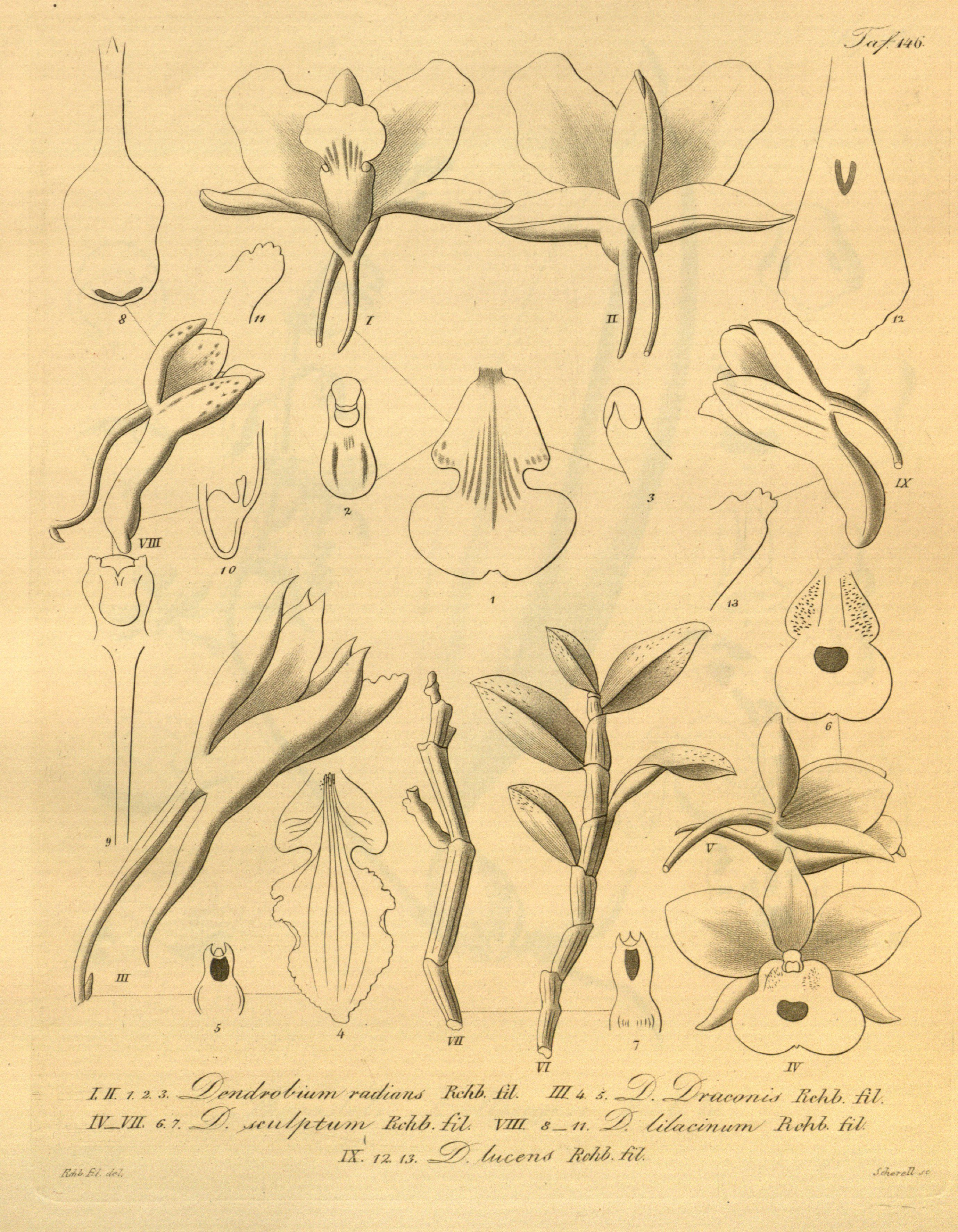